# Dixi (Kantxeli)
Dixi, per a cor mixt i orquestra, va ser composta per Guia Kantxeli el 2009 amb un text del mateix compositor. Es va estrenar el 29 d'octubre de 2009 a la Herkulessaal de Múnic, amb l'Orquestra Simfònica i Cor de la Bayerischer Rundfunk, dirigida per Mariss Jansons. Té una durada d'uns 23 minuts.
Mariss Jansons va triar Guia Kantxeli oferir una mirada reflexiva dins el cicle dedicat a Beethoven i abordar artísticament la Novena Simfonia. Així, Dixi va ser concebuda amb la mateixa plantilla instrumental que la Novena.
El text de la peça és íntegrament en llatí. El mot llatí "Dixi" es tradueix com a "he parlat" i l’obra manté un caràcter marcadament dramàtic, subratllat tant pel contingut textual com per la gran variació dinàmica i el centre tonal fluid.
Kantxeli va explicar: «El motiu pel qual vaig seleccionar aquestes frases llatines fou recordar als nostres contemporanis com són de vigents encara avui els problemes seculars que sempre han existit. Només tenim dret a recordar-nos que la distància entre el bé i el mal, malauradament, continua creixent, malgrat els majors avenços de la civilització. Ni tan sols Beethoven va aconseguir millorar aquest món escrivint el seu gran himne a l’alegria i a la unitat. I nosaltres, simples mortals, només tenim el dret de donar consells i d’advertir».